# Пію іржастий
Пію іржастий (Synallaxis unirufa) — вид горобцеподібних птахів родини горнерових (Furnariidae). Мешкає в Андах.

## Опис
Довжина птаха становить 15-18 см, вага 17-21 г. Забарвлення переважно рудувато-коричневе, нижня частина тіла дещо світліша, крила чорнуваті, від дзьоба до очей ідуть темні смуги. Хвіст відносно довгий, загострений.

## Підвиди
Виділяють чотири підвиди:
- S. u. munoztebari Phelps & Phelps Jr, 1953 — гори Сьєрра-де-Періха на північному сході Колумбії та на північному заході венесуели;
- S. u. meridana Hartert, E & Goodson, 1917 — гори Кордильєра-де-Мерида на заході Венесуели і Східний хребет Колумбійських Анд на північному заході Колумбії (Норте-де-Сантандер);
- S. u. unirufa Lafresnaye, 1843 — Анди в Колумбії, Еквадорі та на крайній півночі Перу (на північ і захід від річки Мараньйон);
- S. u. ochrogaster Zimmer, JT, 1935 — Перуанські Анди (від річки Мараньйон на південь до гір Кордильєра-де-Вількабамба).

## Поширення і екологія
Іржасті пію мешкають у Венесуелі, Колумбії, Еквадорі і Перу. Вони живуть в підліску гірських тропічних лісів, на узліссях та у високогірних чагарникових заростях. Зустрічаються переважно на висоті від 1200 до 3700 м над рівнем моря.